# 1951-es finn labdarúgó-bajnokság (első osztály)
Az 1951-es finn labdarúgó-bajnokság (Mestaruussarja) a finn labdarúgó-bajnokság legmagasabb osztályának huszonegyedik alkalommal megrendezett bajnoki éve volt. A bajnokság 10 csapat részvételével zajlott. A bajnokságot a KTP Kotka csapata nyerte.

## Bajnokság végeredménye
| #  | Csapat                | M  | Gy | D | V  | RG | KG | Pont |
| -- | --------------------- | -- | -- | - | -- | -- | -- | ---- |
| 1  | KTP Kotka (B)         | 18 | 10 | 7 | 1  | 44 | 26 | 27   |
| 2  | VIFK Vaasa            | 18 | 10 | 6 | 2  | 45 | 24 | 26   |
| 3  | TPK Turku             | 18 | 8  | 7 | 3  | 40 | 25 | 23   |
| 4  | Haka Valkeakoski      | 18 | 7  | 5 | 6  | 38 | 32 | 19   |
| 5  | KuPS Kuopio           | 18 | 8  | 2 | 8  | 38 | 35 | 18   |
| 6  | TPS Turku             | 18 | 7  | 4 | 7  | 41 | 41 | 18   |
| 7  | KIF Helsinki          | 18 | 8  | 2 | 8  | 40 | 42 | 18   |
| 8  | VPS Vaasa             | 18 | 5  | 7 | 6  | 34 | 31 | 17   |
| 9  | Sudet Helsinki (K)    | 18 | 3  | 3 | 12 | 18 | 52 | 9    |
| 10 | IKissat Tampere\| (K) | 18 | 1  | 3 | 14 | 17 | 47 | 5    |

## Külső hivatkozások
- Hivatalos honlap (finnül)
- Finnország – Az első osztály tabelláinak listája az RSSSF-en (angolul)